# Veerle Buurman
Veerle Tooske Janna Roos Buurman (* 21. April 2006 in Bemmel) ist eine niederländische Fußballspielerin. Sie ist seit dem 13. September 2024 Vertragsspielerin des FC Chelsea und seit dem 29. Oktober 2024 A-Nationalspielerin.

## Karriere

### Vereine
Buurman begann für den in ihrem Geburtsort in der Provinz Gelderland ansässigen Sportclub Bemmel mit dem Fußballspielen. Im Alter von 16 Jahren gehörte sie der Jugendakademie der PSV Eindhoven an, bevor sie zwei Jahre später in die erste Mannschaft aufrückte und in elf Punktspielen in der höchsten Spielklasse zum Einsatz kam.
Ihr Debüt im Seniorinnenbereich und in der Eredivisie erfolgte am 21. Januar 2024 (12. Spieltag) beim 3:1-Sieg im Auswärtsspiel gegen Telstar 1963 mit Einwechslung für Suzanne Giesen ab der 75. Minute. Bis zum Saisonende am 11. Mai 2024 wurde sie auch in zehn aufeinander folgenden Punktspielen eingesetzt. Am 13. September wurde sie vom englischen Erstligisten FC Chelsea verpflichtet, der sie mit einem bis zum 30. Juni 2028 datierten Vertrag ausstattete. Über ein Leihgeschäft kehrte sie jedoch zur PSV Eindhoven für die Saison 2024/25 zurück. In dieser erzielte sie in 21 von 22 Saisonspielen auch ihr erstes Tor im Seniorinnenbereich. Am 22. März 2025 (18. Spieltag) gelang ihr beim 3:2-Sieg im Heimspiel gegen Ajax Amsterdam das Tor zur 2:1-Führung in der 58. Minute.

### Nationalmannschaft
Buurman spielte zunächst für die Nachwuchsnationalmannschaften des KNVB der Altersklassen U16, U17, U19 und U20. Ihr erstes von sieben als Nationalspielerin hatte sie am 17. November 2021 beim 7:0-Sieg im Freundschaftsspiel gegen die U17-Nationalmannschaft Belgiens. Ihr erstes von drei Toren erzielte sie am 15. April 2022 beim 1:1-Unentschieden gegen die U17-Nationalmannschaft Frankreichs in einem in Montaigu ausgetragenen Turnier mit dem Treffer zum Endstand in der 47. Minute. Zwei weitere gelangen ihr beim 5:1-Sieg gegen die U17-Nationalmannschaft Indiens am 1. Juli 2022 in Strømmen mit den Treffern zum 3:0 in der 30. und zum 4:0 in der 54. Minute per Strafstoß.
Für die U17-Nationalmansnchaft bestritt sie in zwei Jahren 13 Länderspiele. Ihr erstes Länderspiel für diese Altersklasse bestritt sie bei der Teilnahme ihrer Mannschaft an der altersbezogenen Europameisterschaft 2022 mit dem ersten Spiel der Gruppe A am 3. Mai 2022 beim 8:0-Sieg über die U17-Nationalmannschaft Bosnien-Herzegowinas. Im zweiten und dritten Gruppenspiel sowie im Halbfinale, bei der 0:3-Niederlage gegen die U17-Nationalmannschaft Spaniens am 12. Mai in Sarajewo wurde sie ebenfalls eingesetzt. Am 4. und 7. Juli 2022 kam sie in zwei Freundschaftsspielen zum Einsatz (2:0 vs. Norwegen, 3:1 vs. Schweden). Sechs weitere Länderspiele bestritt sie in der Gruppe 7 der ersten und in der Gruppe G der zweiten Qualifikationsrunde für die angestrebte Teilnahme an der altersbezogenen Europameisterschaft 2023 in Estland. Zwischen den beiden Qualifikationsrunden kam sie am 28. Februar 2023 beim 2:0-Sieg im Freundschaftsspiel gegen die U17-Nationalmannschaft Dänemarks zum Zuge.
Für die U19-Nationalmannschaft wurde sie in 14 Länderspielen berücksichtigt, davon jeweils vier in der EM-Qualifikation und in der Endrunde der in Belgien ausgetragenen Europameisterschaft 2023 (3 Spiele Gruppe A und das mit 0:1 verlorene Halbfinale) am 27. Juli in Tubize gegen die U19-Nationalmannschaft Spaniens. Sechs weitere Einsätze hatte sie in Freundschaftsspielen, wobei sie in ihrem letzten am 27. Februar 2024 in La Nucia, beim 4:1-Sieg über die U19-Nationalmannschaft Dänemarks, mit dem Tor zum 3:1 beitrug.
In der U20-Nationalmannschaft kam sie in neun Länderspielen zum Einsatz – in zwei Freundschaftsspielen und in sieben bei der in Kolumbien ausgetragenen Weltmeisterschaft 2024 (3 Spiele Gruppe F (2 Tore) und alle vier in der Finalrunde), die mit Platz 4 abgeschlossen wurde.
Ihr Debüt in der A-Nationalmannschaft gab sie am 29. Oktober 2024 in Esbjerg beim 2:1-Sieg im Freundschaftsspiel gegen die Nationalmannschaft Dänemarks. In ihrem zweiten A-Länderspiel am 3. Dezember 2024 in Den Haag erzielte sie bei der 1:2-Niederlage im Freundschaftsspiel gegen die US-amerikanische Nationalmannschaft mit dem Treffer zur 1:0-Führung in der 14. Minute ihr erstes A-Länderspieltor und 30 Minuten später unterlief ihr das Eigentor zum 1:1.
Im Spieljahr 2025 wurde sie in drei Spielen der Gruppe A1 im Wettbewerb der Nations-League eingesetzt (2:2 vs. Deutschland am 21. Februar, 3:1 vs. Österreich am 4. April, 0:4 vs. Deutschland am 30. Mai) sowie am 26. Juni in einem weiteren Freundschaftsspiel, das in Leeuwarden mit 2:1 gegen die Nationalmannschaft Finnlands gewonnen wurde. 
Dem Kader für die Europameisterschaft 2025 zugehörig, wurde sie in den ersten beiden Spielen der Gruppe D berücksichtigt.

## Erfolge
- Teilnehmer an der Europameisterschaft 2025
- Vierter U20-Weltmeisterschaft 2024

Auszeichnung
- Eredivisie-Talent des Jahres 2025[11]